# Bogenhaus

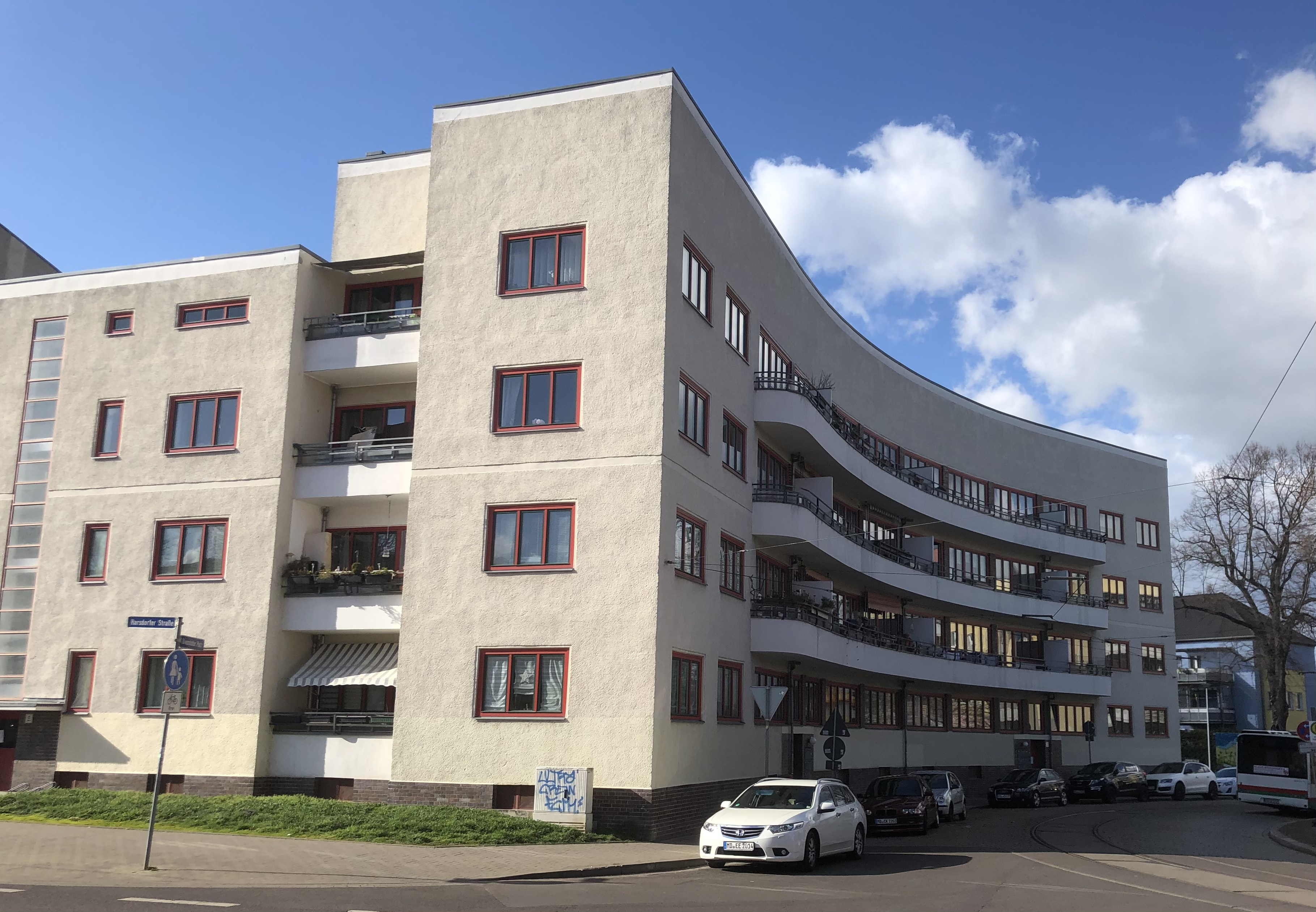
Bogenhaus, Blick von Süden, 2021

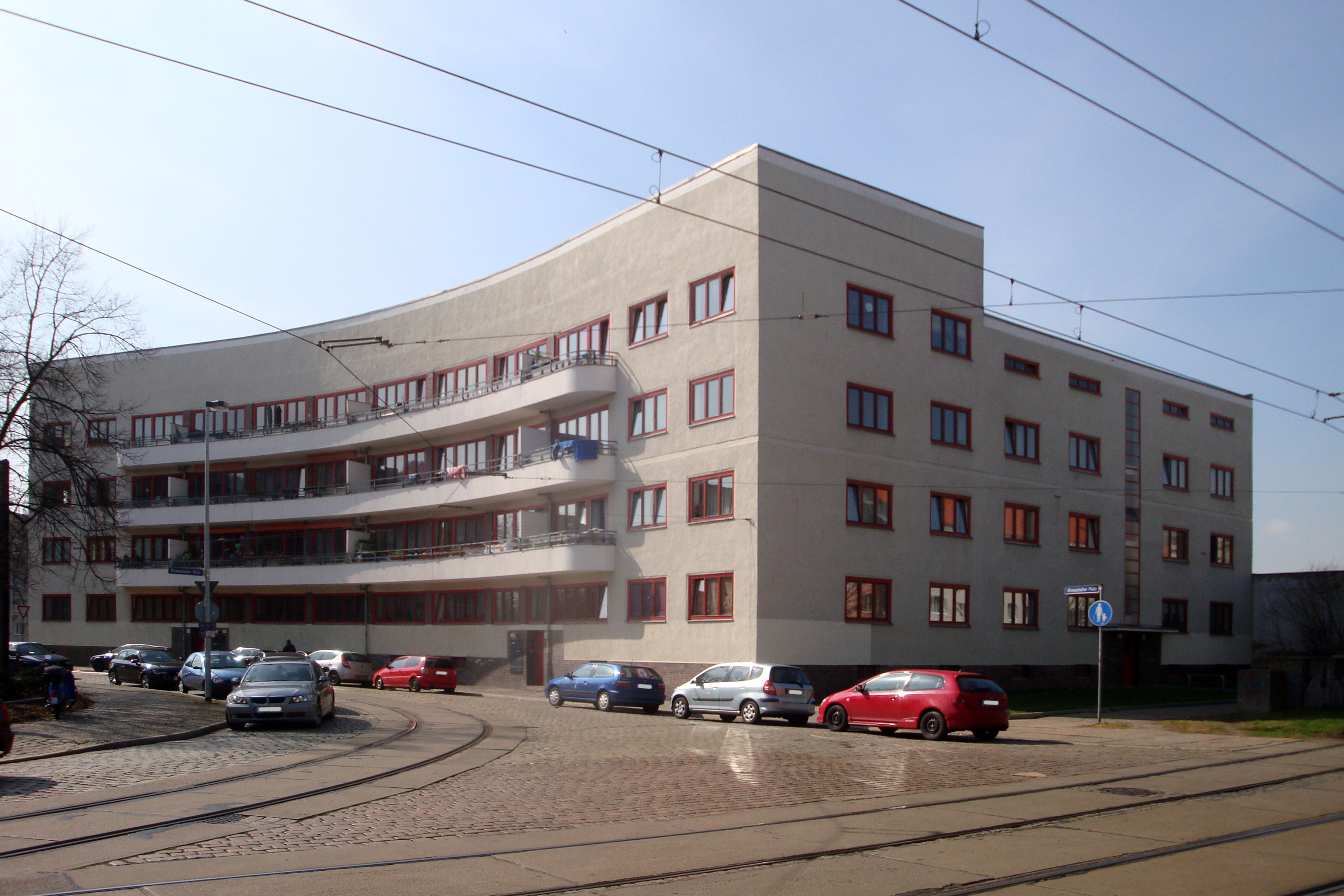
Blick von Nordosten, 2012

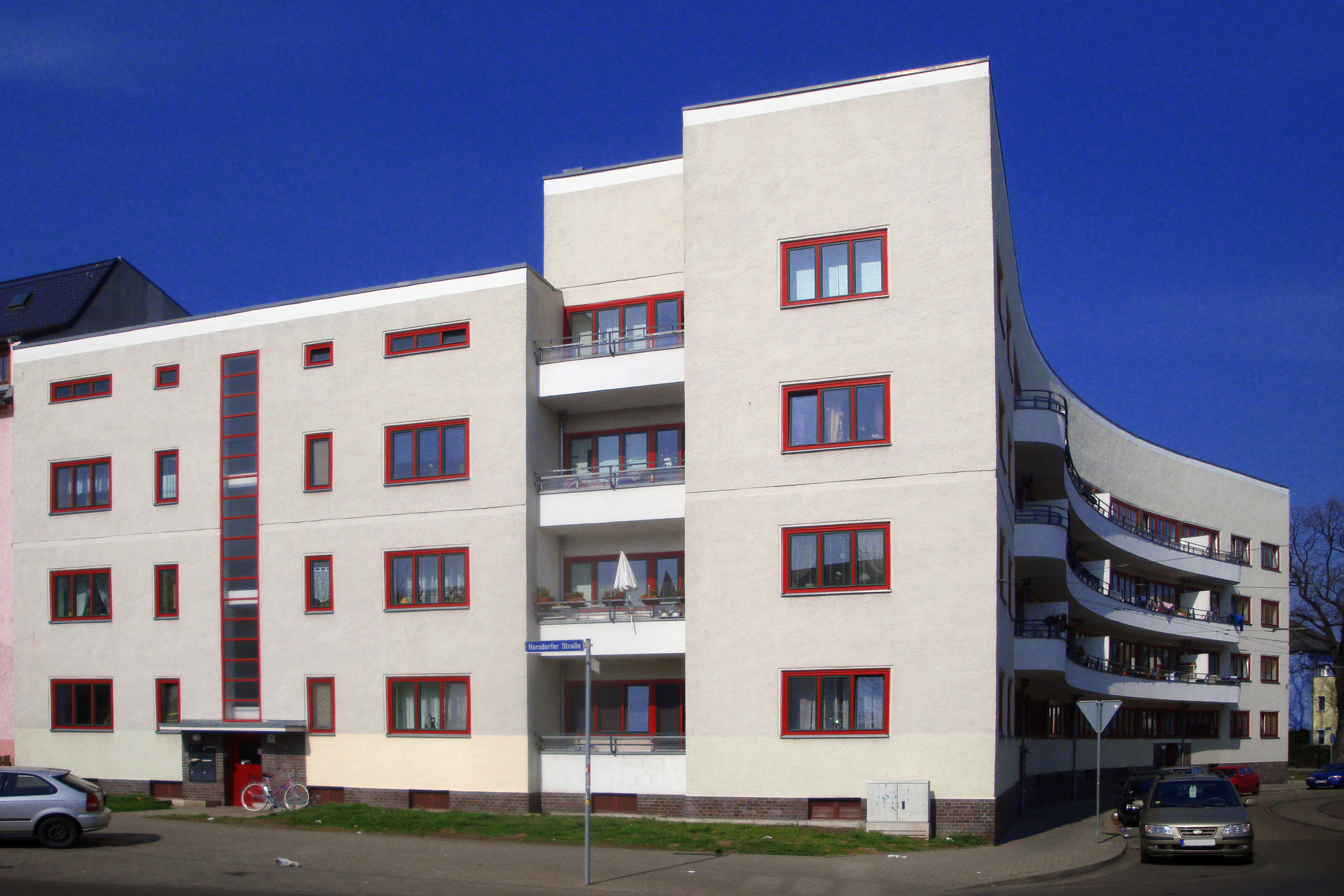
Harsdorfer Straße 2 (links), 2012

Das Bogenhaus ist ein denkmalgeschütztes Wohnhaus in Magdeburg in Sachsen-Anhalt.

## Lage
Das Bogenhaus befindet sich im Magdeburger Stadtteil Stadtfeld Ost an der westlichen Grenze der gründerzeitlichen Bebauung des Stadtteils und bildet den westlichen Abschluss des Olvenstedter Platzes. Nördlich mündet die Olvenstedter Chaussee und südlich die Harsdorfer Straße auf den Olvenstedter Platz ein. Zum Denkmal gehören die Adressen Harsdorfer Straße 2, Olvenstedter Chaussee 1 und Olvenstedter Platz 7, 8. Südwestlich grenzt das gleichfalls denkmalgeschützte Haus Harsdorfer Straße 4 an.

## Architektur und Geschichte
Der verputzte viergeschossige Bau entstand 1930 für die Magdeburger Heimat Gemeinnützige Bau- und Siedlungsgenossenschaft im Stil des Neuen Bauens. Als Architekt war Hans Holthey tätig, zugleich erfolgte eine Bauberatung durch das städtische Hochbauamt unter Leitung des Stadtbaurates Johannes Göderitz. Bei der Gestaltung lehnte man sich an Bauten Erich Mendelsohns sowie an die Siedlungsbauten Magdeburgs der 1920er Jahre an.
Prägend ist die als Kreissegment gebogene Ostfassade, auf die die Benennung des Hauses zurückgeht. Bemerkenswert sind die gebogenen Logien und Brüstungsbänder. Die Fenster sind in diesem Bereich als Fensterbänder ausgeführt, so dass der mittlere Teil der Fassade sich sehr weitgehend verglast präsentiert. Die Fensterprofile sind, für Siedlungsbauten dieser Zeit in Magdeburg typisch, farbig gestaltet. Die nach Westen anschließenden Flügel auf der Nord- und Südseite sind hingegen nur dreieinhalbgeschossig angelegt. Bedeckt sind die Gebäude durch Flachdächer.
Im örtlichen Denkmalverzeichnis ist das Wohnhaus unter der Erfassungsnummer 094 82314 als Baudenkmal verzeichnet. Zeitweise wurde es unter dieser Erfassungsnummer als Denkmalbereich geführt. In dieser Zeit wurde das Haus Harsdorfer Straße 2 auch als eigenes Baudenkmal mit der Erfassungsnummer 094 76935 gelistet.
Das Gebäude gilt als architektonisch besonders herausragende Leistung und städtebaulich als Point de vue der Olvenstedter Straße bedeutsam. Zugleich ist es ein Zeugnis des hohen Qualitätsanspruchs genossenschaftlicher Wohnarchitektur der Bauzeit.
Zumindest in der Zeit um 1950 lebte der Schauspieler Gustav Trombke im Haus Olvenstedter Platz 7.